# Humphry Knipe
Victor Humphry Knipe (ur. 20 września 1941 w Kimberley, zm. 16 stycznia 2023) – południowoafrykański scenarzysta i pisarz.
Urodził się w Kimberley w Południowej Afryce. Uczył się języka angielskiego w szkole średniej. Studiował na wydziale historii i literatury na Rhodes University. Pracował jako dziennikarz The Pretoria News, a następnie w 1966 roku wyemigrował do Londynu. Poznał swoją przyszłą żonę, fotografkę Suze Randall. Mają córkę Holly Randall (ur. 5 września 1978).
Jego książka The Dominant Man: The Pecking Order in Human Society została opublikowana w pięciu językach. W 1975 roku wyemigrował wraz z żoną do Los Angeles, gdzie przez dwa lata pracował dla magazynu Hugh Hefnera Playboy Mansion. Pod pseudonimem Linus Gator wyreżyserował komedię erotyczną sci-fi Star Virgin (1979). Potem pod pseudonimem Victor Nye zrealizował kilka innych produkcji pornograficznych dla Caballero Home Video.
Jako autor powieści historycznej The Nero Prediction w 2006 roku otrzymał nagrodę Independent Publisher Book Award w kategorii „Najlepszy dramat historyczny”.